# 崔基龍
崔基龍（韓語：최기룡，？—），北韓政治人物，任職熙川工業大學校長及朝鮮勞動黨中央委員會中央候補委員。

## 生平
崔基龍的早期事跡不詳。1985年，他曾出任高等教育部副部長。翌年，崔基龍被任命為金策工業綜合大學副校長。1988年，成為朝鮮科學技術總聯盟副委員長。1989年6月，晉升為高等教育部部長。1990年，入選黨中央委員會的候補委員名單。同年，首次當選為最高人民會議代議員。兩年後，出任國家學位授予委員會副委員長，並獲金日成勛章。1998年，連任為最高人民會議代議員，又被任命為教育部部長。在隨後的一年，邊永立接任教育部部長，崔基龍成為熙川工業大學的校長。
2001年，崔基龍被起用為慈江道的人民委員會委員長。2003年和2009年間，兩度出任為代議員。2011年12月，離任人民委員會委員長一職。

## 資料來源
1. 1 2 3 4 5  .   [2014-05-13]. （原始内容存档于2016-03-05）.